# Den Mörder trifft man am Buffet
Den Mörder trifft man am Buffet (Originaltitel: Buffet froid, auf Deutsch kaltes Buffet) ist ein französischer Film von Bertrand Blier aus dem Jahr 1979. Der Film weist sowohl Elemente eines Kriminal-Thrillers als auch einer schwarzen Komödie auf. Er erzählt eine surreale Geschichte dreier Männer, die sich zufällig begegnen und die in mehrere, teils absurde Morde hineingezogen werden.

## Handlung
Der arbeitslose Alphonse Tram trifft an einer Métro-Station auf einen Buchhalter, mit dem er gegen dessen Willen das Gespräch sucht. Er erzählt ihm von seinen Träumen, in denen er als Mörder von der Polizei gesucht, jedoch nie gefasst wird; er zeigt ihm ein Messer, das er immer bei sich trägt und mit dem er jederzeit einen Mord begehen könne. Das Messer verschwindet kurz darauf. Da ihm Alphonse nicht geheuer ist, fährt der Buchhalter allein mit der Métro weiter. Kurz darauf findet Alphonse ihn in einer Métro-Station im Sterben liegend, mit seinem Messer im Bauch. Der Mann kann ihn noch dazu überreden, das Messer wieder an sich zu nehmen. Später ist Alphonse unsicher, ob er vielleicht selbst der Mörder des Buchhalters sei. Zu Hause berichtet seine Frau Alphonse, dass im Hochhaus ein zweiter Mieter eingezogen sei; Herr Morvandieu entpuppt sich als verwitweter Kriminalinspektor. Alphonse erzählt ihm vom Tod des Buchhalters und seinem Messer, das offenbar das Mordwerkzeug war. Morvandieu ist genervt, weil er lieber in Ruhe essen will, und wirft Alphonse raus. Dieser vermisst kurz darauf seine Frau, die nach einem Telefonat mit seiner Dienststelle auf einem verlassenen Grundstück tot aufgefunden wird; ihr Gesicht erscheint den Anwesenden wie aller Sorgen entledigt. An Alphonse’ Wohnungstür klingelt kurz darauf ein Mann, der sich als Mörder der Frau ausgibt und sich in ihrem Zimmer umsieht. Sie hatte kaum persönliche Gegenstände und der Mörder ist erfreut, als er von Alphonse ein Foto von ihr erhält. Morvandieu besucht Alphonse und zeigt sich wenig interessiert, als dieser den anderen Mann als Mörder seiner Frau vorstellt. Alle drei essen und trinken zusammen. Morvandieu offenbart, dass er trotz großer Mordrate so wenig Mörder wie möglich stelle, da sie seiner Meinung nach im Gefängnis nur „die Unschuldigen verderben“ würden.
Ein Unbekannter erscheint, der sich dem Trio als Eugène Léonard vorstellt. Er behauptet, Alphonse bei seinem perfekten Mord an dem Buchhalter gesehen zu haben, und bittet ihn, für ihn einen Mann umzubringen. Alphonse stimmt zu und ist am nächsten Tag mit dem Mörder seiner Frau und Morvandieu in dem angegebenen Parkhaus. Das vereinbarte Opfer entpuppt sich als Eugène selbst. Das Trio weigert sich, ihn zu töten. Bei dem Versuch, ihn zu beruhigen und vor anderen Parkhausbenutzern zu verstecken, stirbt er jedoch schließlich. Das Trio begibt sich zu seiner Wohnung, wo die Witwe, Geneviève, die Männer bereits erwartet, um sich ihnen anzuschließen.
Zurück in Alphonse’ Wohnung verabschiedet sich Morvandieu; der Frauenmörder bittet ihn darum, bei ihm schlafen zu dürfen. Morvandieu ist einverstanden. Als Alphonse und Geneviève sich gerade näherkommen, lädt Morvandieu den ruhelosen Frauenmörder in Alphonse’ Wohnung ab, da er in dessen Gegenwart nicht einschlafen könne. Alphonse begleitet den ängstlichen Mörder zu dessen Zuhause, doch die Wohnhäuser entpuppen sich stets als die falschen. Der Mörder sucht nur nach Häusern, in denen alleinstehende Frauen leben.
Am nächsten Morgen ist Geneviève krank und halluziniert. Der herbeigerufene Notarzt nutzt die Gelegenheit und schläft mit ihr. Anschließend will er von Alphonse für sein Erscheinen bezahlt werden, wird jedoch von Geneviève erschossen. Morvandieu wird zu einem Fall eines kollabierten Herzkranken gerufen und Alphonse schließt sich ihm an. Es stellt sich heraus, dass Morvandieu selbst herzkrank werden soll; die Hausherrin versucht den Musikhasser mit einem Streichquintett, das Brahms aufführt, zu Tode quälen zu lassen. Alphonse lässt Morvandieu im Stich und dieser erschießt sämtliche Musiker. Für Alphonse hat er keine Kugel mehr übrig und der wiederum bringt es nicht fertig, Morvandieu mit seinem Messer zu erstechen. Zurück bei Alphonse hat der alleingelassene Frauenmörder erneut zugeschlagen und Geneviève getötet. Die Männer sind jedoch aus einem anderen Grund verunsichert; der eigentlich defekte Fahrstuhl fährt plötzlich. Bei einer von Morvandieu veranlassten Durchsuchung des Gebäudes stoßen sie auf einen weiteren neuen Mieter, einen Geiger, der an diesem Tag eingezogen ist. Morvandieu verweist ihn des Gebäudes; dieses sei nur für Kranke gedacht und es gelte ein Musikerverbot. Er selbst habe seine Frau einst umgebracht, weil sie zu viel musiziert habe. Die Kollegen raten Morvandieu, bei seiner Arbeit doch mal eine Pause einzulegen und ins Grüne zu fahren.
Morvandieu, Alphonse und der Frauenmörder machen Urlaub in einem kleinen Häuschen im Wald; doch es ist Winter, kalt und nass. Das Trio will den Ort verlassen, als mit einem Mal alle Vögel verstummen. Da der Motor ihres Wagens nicht anspringt, sehen sie der Gefahr direkt ins Auge. Ein fremder Mann erscheint, der Alphonse sucht, weil er ihn umbringen soll. Alphonse und Morvandieu geben vor, dass der Frauenmörder der Gesuchte sei und der Auftragskiller erschießt ihn. Morvandieu verhaftet den Mann und zu dritt werden sie in der Einöde von einer unbekannten Frau mitgenommen. Das Auto bleibt mit leerem Tank auf einer Brücke stehen; der Auftragskiller springt von der Brücke in den Fluss und versucht davonzuschwimmen. Alphonse, Morvandieu und die Frau nehmen per Ruderboot die Verfolgung auf und Alphonse gelingt es schließlich, den Killer mit seinem Messer zu treffen. Als Alphonse erfährt, dass Morvandieu nicht schwimmen kann, stößt er ihn kurzerhand von Bord und lässt ihn ertrinken. Nun gesteht er der unbekannten Frau seine Liebe. Die aber eröffnet ihm, dass sie die Tochter des Buchhalters sei und dessen Mörder gesucht habe. Obwohl Alphonse seine Unschuld beteuert, erschießt sie ihn und rudert alleine davon.

## Produktionsnotizen
Der Film wurde hauptsächlich in der Pariser Vorstadt Créteil gedreht, in der Nähe der Place Salvador Allende. Bei der Métro-Station zu Beginn des Films handelt es sich um die Pariser Station La Défense. Die Schluss-Szene wurde auf der Pont de Brion gedreht – etwa 20 km südlich von Grenoble. Die Kostüme schuf Michèle Cerf, die Filmbauten stammten von Théobald Meurisse. Der Film kam am 19. Dezember 1979 in die französischen Kinos, wo ihn 777.127 Besucher gesehen haben. Erstmals in Deutschland lief er am 13. November 1992 im ZDF.
Die französische Kinozeitschrift Studio Ciné Live reihte den Film in der Ausgabe vom Oktober 2012 in ihre „Liste der 100 Filme“ ein, „die man gesehen haben muss“.
Es war der dritte und letzte Film, in dem Bertrand Blier als Regisseur mit seinem Vater Bernard zusammengearbeitet hat.

## Synchronisation
| Rolle             | Darsteller       | Synchronsprecher         |
| ----------------- | ---------------- | ------------------------ |
| Alphonse Tram     | Gérard Depardieu | Manfred Lehmann          |
| Morvandieu        | Bernard Blier    | Manfred Lichtenfeld      |
| Frauenmörder      | Jean Carmet      | Wolfgang Thal            |
| Geneviève Léonard | Geneviève Page   | Kerstin Sanders-Dornseif |
| Eugène Léonard    | Jean Rougerie    | Jürgen Kluckert          |
| Buchhalter        | Michel Serrault  | Peter Schiff             |
| Auftragskiller    | Jean Benguigui   | Klaus Jepsen             |
| Hausherrin        | Denise Gence     | Evelyn Gressmann         |
| Mann im Unterhemd | Marco Perrin     | Hans-Werner Bussinger    |

## Kritik
Der film-dienst befand, dass sich „hinter dem schwarzen Humor des Films […] ein grundlegender Pessimismus angesichts der Einsamkeit und Unpersönlichkeit des Großstadtlebens“ offenbare. „Bertrand Bliers rabenschwarze Komödie […] brilliert mit schönen Einfällen“, schrieb Der Spiegel 1997.
Für Cinema war der Film eine „‚schrecklich‘ absurde Parabel über den Verlust moralischer und menschlicher Gefühle“.

## Auszeichnungen
Bertrand Blier wurde 1980 in der Kategorie Bestes Drehbuch mit einem César ausgezeichnet. Théobald Meurisse erhielt eine César-Nominierung in der Kategorie Bestes Szenenbild, Jean Penzer und Claudine Merlin waren in den Kategorien Beste Kamera und Bester Schnitt nominiert.